# Genuchus lamottei
Genuchus lamottei är en skalbaggsart som beskrevs av Ruter 1954. Genuchus lamottei ingår i släktet Genuchus och familjen Cetoniidae. Inga underarter finns listade i Catalogue of Life.